# كيث روبنسون
كيث روبنسون (بالإنجليزية: Keith Robinson)‏ هو ممثل أمريكي، ولد في 23 أكتوبر 1963 بفيلادلفيا في الولايات المتحدة.

## أعمال

### أفلام
- (2015) كارثة
- (2017) كل العيون عليّ[4]

## وصلات خارجية
- كيث روبنسون على موقع IMDb (الإنجليزية)
- كيث روبنسون على موقع ميوزك برينز (الإنجليزية)
- كيث روبنسون على موقع قاعدة بيانات الفيلم (الإنجليزية)